# ضفيرة الاحمود (العدين)

تعديل مصدري - تعديل

ضفيرة الاحمود محلة تابعة لقرية الاحمود، التابعة لعزلة قداس بمديرية العدين إحدى مديريات محافظة إب في الجمهورية اليمنية، بلغ تعداد سكانها 66 حسب تعداد اليمن لعام 2004.